# Roger Lagorsse
Roger Lagorsse, né le 5 avril 1930 au Bourget et mort le 27 octobre 2011 à Albi, est un homme politique français. 

## Détail des fonctions et des mandats
Mandats locaux
- 1988 - 2008 : Conseiller général du canton de Pampelonne

Mandat parlementaire
- 3 novembre 1998 - 30 septembre 2004 : Sénateur du Tarn